# Rob Hessing
Robertus Hendricus (Rob) Hessing (Den Haag, 23 juni 1942) is een Nederlandse oud-politieman die namens de LPF in kabinet-Balkenende I de functie van staatssecretaris van Binnenlandse Zaken en Koninkrijksrelaties had. Van 2003 tot 2007 was hij lid van de Eerste Kamer der Staten-Generaal.

## Levensloop
Hessing was tussen 1982 en 1996 hoofdcommissaris in achtereenvolgens de korpsen Eindhoven en Rotterdam-Rijnmond. Vervolgens werkte hij als ambassaderaad voor politie en justitie in Parijs en Brussel. Hij maakte in die tijd deel uit van een adviesgroep voor de Tweede Kamerfractie van het CDA betreffende politiezaken. Ook was hij verbonden aan het Wetenschappelijk Instituut van het CDA.
Op 22 juli 2002 trad Hessing toe tot het kabinet Balkenende I. Als staatssecretaris op Binnenlandse Zaken was hij onder andere belast met politiezaken en veiligheid. Nadat het kabinet een klein jaar later ontbonden was, werd Hessing in 2003 bij de Eerste Kamerverkiezingen in 2003 met voorkeurstemmen gekozen tot senator. De lijsttrekker was Bob Smalhout, maar die trok zich echter voor de verkiezingen terug omdat hij anders zijn column in De Telegraaf zou moeten opgeven. Aangezien hij de enige LPF'er is die gekozen werd, vormt hij een eenmansfractie. Hessing gaf in de Eerste Kamer de doorslaggevende stem over het verminderen van het aantal zetels in de Provinciale Staten. Op 12 juni 2007 heeft hij de Eerste Kamer verlaten omdat de LPF bij de Eerste Kamerverkiezingen geen zetel meer behaalde.

## Citaten
- "Ik heb de fractieleden van de Tweede Kamer keer op keer aan hun verstand proberen te peuteren dat ze er voor de zomer beter zélf een punt achter konden zetten. Dan hadden we het in eigen hand gehouden; dan hadden we het op een eervolle manier gedaan. Nu is de LPF bij de verkiezingen gewoon weggevaagd." (Algemeen Dagblad, 29 december 2006)
- Over zijn inbreng in de Eerste Kamer: "Ik heb er eigenlijk weinig tot niks uit kunnen richten; dat is de kern. Maar ik heb de tijd toch vol willen maken. Weglopen was niet netjes geweest." (Algemeen Dagblad, 29 december 2006)

## Trivia
- Voor zijn werk als hoofdcommissaris werd Hessing onderscheiden met de Ridder in de Orde van de Nederlandse Leeuw;
- Hessing is een broer van oud-D66 Eerste Kamerlid Ruud Hessing;

- Parlement.com: vg9fgopqdhzb